# Muscolo flessore breve del mignolo (mano)
Il muscolo flessore breve del mignolo fa parte dei muscoli dell'eminenza ipotenar della mano ed origina dal legamento trasverso del carpo e dal processo dell'uncinato. Si inserisce alla base della prima falange del mignolo. Flette la prima falange del mignolo.